# Eophileurus howdeni
Eophileurus howdeni är en skalbaggsart som beskrevs av Yamaya och Muramoto 2008. Eophileurus howdeni ingår i släktet Eophileurus och familjen Dynastidae. Inga underarter finns listade i Catalogue of Life.